# Jan Rajnoch
Jan Rajnoch (né le 30 septembre 1981 à Frýdlant) est un footballeur international tchèque évoluant au poste de milieu défensif.